# Octodontomys gliroides
Octodontomys gliroides é um gênero de roedor da família Octodontidae. É a única espécie do gênero Octodontomys. É encontrada nos Andes do norte do Chile, noroeste da Argentina e sudoeste da Bolívia, associado a habitats xéricos.